# Superdívka
Superdívka (v anglickém originále Supergirl) je britský dobrodružný film z roku 1984, který natočil Jeannot Szwarc. Snímek vychází z komiksů o Supergirl, vydávaných vydavatelstvím DC Comics. Rozpočet filmu činil 35 milionů dolarů. Ve Velké Británii byl snímek do kin uveden 19. července 1984.
Jedná o spin-off filmů o Supermanovi – Superman (1978), Superman 2 (1980), Superman 3 (1983) a Superman 4 (1987). Z jejich herců a postav se v Superdívce představil Marc McClure v roli Jimmyho Olsena, který se tak jako jediný objevil ve všech pěti supermanovských snímcích 70. a 80. let.

## Příběh
Kara Zor-El, sestřenice Kal-Ela/Supermana, žije v Argo City, izolované kryptonské komunitě, která unikla zničení své planety Kryptonu tím, že byla přenesena do transdimenzionálního prostoru. Muž jménem Zaltar jí umožní nahlédnout do Omegahedronu, unikátního a nesmírně mocného předmětu, který si bez vědomí vedení města vypůjčil a který zajišťuje energii pro město. Nešťastnou náhodou je ale předmět vystřelen do vesmíru. Kara se ve vesmírné lodi vydá na Zemi, aby ho získala zpět a zachránila město; během cesty projde proměnou v Superdívku (v originále Supergirl).
Omegahedron získá na Zemi Selena, ambiciózní rádoby čarodějka toužící po moci, které pomáhá slabošská Bianca, jež se snaží vymanit z problematického vztahu s čarodějem Nigelem. Selena sice přesně neví, co nalezený Omegahedron je, ale rychle jí dojde, že je mocný a může jí přinést skutečná kouzla. Mezitím Superdívka dorazí na Zemi, kde díky odlišnému prostředí planety a slunečnímu záření získává nové schopnosti. Při hledání Omegahedronu si vytvoří krycí identitu Lindy Leeové, sestřenice Clarka Kenta, a zapíše se do dívčí školy. Na ní se spřátelí s Lucy Laneovou, mladší sestrou Lois Laneové, která na škole zrovna studuje. Superdívka se také seznámí se školníkem Ethanem a zamiluje se do něj.
O Ethana však usiluje také Selena, která ho proto omámí lektvarem lásky, díky kterému se na jeden den zamiluje do první osoby, kterou spatří. Během nepřítomnosti Seleny se Ethan probere z omámení a zamíří do města. Rozzlobená Selena využije svých nově získaných schopností a oživí bagr, aby Ethana získala zpět, ale způsobí tím chaos. Superdívka se vydá na pomoc a Ethana zachrání. Následně se mu ukáže v podobě Lindy, do které se Ethan díky Seleninu lektvaru zamiluje.
Superdívka a Selena se spolu utkají, při čemž Selena zajme Ethana. Následně lapí Superdívku a pošle ji do vězeňské dimenze Říše stínů. Bezmocná Superdívka bloudí ponurou krajinou a téměř se utopí v bažině, odkud ji zachrání Zaltar, jehož odchod do Říše stínů byl trestem za ztrátu Omegahedronu. Zaltar pomůže Kaře utéct a obětuje při tom svůj život. Mezitím Selena použije Omegahedron, aby s Ethanem jako svým milencem ovládla Zemi.
Superdívka se vrátí z Říše stínů díky portálu v zrcadle, získá zpět své schopnosti a postaví se Seleně, která pomocí Omegahedronu vyvolá obrovského stínového démona. Ten téměř porazí Superdívku, když ta uslyší Zaltarův hlas, který ji nabádá nevzdávat se a bojovat. Supedívka se osvobodí a Nigel jí poradí, že jedinou možností, jak porazit Selenu, je poštvat démona proti ní. Superdívka proto vytvoří vír, který uvězní Selenu, a ta je napadena a zneškodněna démonem. Vír vtáhne i Biancu a trojice je následně vtažena zrcadlovým portálem a navždy uvězněna. Ethan, osvobozený od Selenina kouzla, se přizná Kaře, že ji miluje a že ví, že ona a Linda jsou tatáž osoba. Také si uvědomí, že Superdívka musí zachránit Argo City a že už ji možná nikdy neuvidí. Kara vrátí Omegahedron zpět do potemnělého Argo City a město se znovu rozsvítí. 

## Obsazení
- Faye Dunaway jako Selena
- Helen Slater jako Kara Zor-El / Linda Leeová / Superdívka (v originále Supergirl)
- Hart Bochner jako Ethan
- Peter Cook jako Nigel
- Mia Farrow jako Alura In-Ze
- Marc McClure jako Jimmy Olsen
- Maureen Teefy jako Lucy Laneová
- Brenda Vaccaro jako Bianca
- Simon Ward jako Zor-El
- Peter O'Toole jako Zaltar